# تقسیم‌پذیری
نظریه بخش پذیری (یا همان تقسیم پذیری) از بخش‌های اصلی و آغازین نظریه اعداد است که بسیاری از قضایای نظریه اعداد در اثبات‌های خود از آن بهره می‌گیرند.
معمولاً در نظریه مقدماتی اعداد، بخش پذیری را با رابطه عاد کردن شروع می‌کنند.
الگوریتم تقسیم قضیه ای است که می‌گوید: به ازای هر دو عدد صحیح a و b که b≠۰ اعداد صحیح و منحصربه‌فردی مانند q و r وجود دارند به طوری که:
{\displaystyle a=b\times q+r,0\leq r\leq \left|b\right|}
همچنین به جای شرط بالا می‌توان از شرط «{\displaystyle r<\left|b\right|}» استفاده کرد که البته دیگر r و q در آن منحصربه‌فرد نیستند؛ یعنی اگر ما از شرط دوم استفاده کنیم، صورت قضیه کمی فرق می‌کند و شرط منحصربه‌فرد بودن r و q از آن برداشته می‌شود.
رابطه عاد کردن که با نماد «|» (یک پاره خط عمودی) نشان داده می‌شود، به صورت زیر تعریف می‌شود:
{\displaystyle a=b\times k,k\in {\mathbb {Z} }\Leftrightarrow b|a} اگر.
در این صورت می‌گویند:
1. عدد b، عدد a را عاد می‌کند.
2. عدد b، عدد a را می‌شمارد.
3. عدد b، یک عامل عدد a است.
4. عدد aٰ، مضربی از عدد b است.
5. عددb، مقسوم علیه عدد a است.

رابطهٔ عاد کردن خواص زیادی دارد که در زیر به بعضی از آن‌ها اشاره می‌کنیم.